# Kriegerdenkmal Niedereichstädt (Einigungskriege)

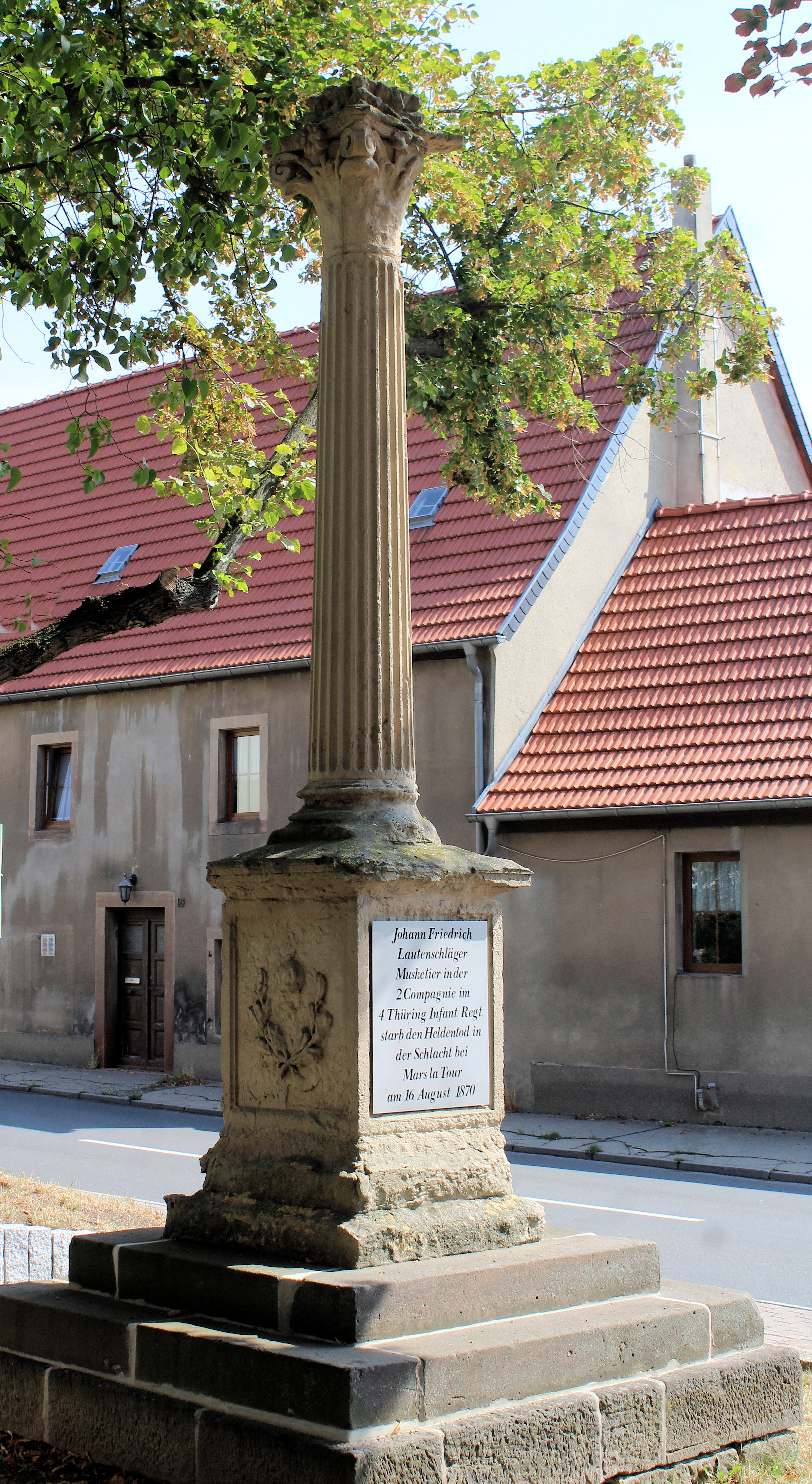
Ansicht von Nordwesten

Das Kriegerdenkmal Einigungskriege ist eines von mehreren Kriegerdenkmälern in Langeneichstädt in der Stadt Mücheln (Geiseltal) im Saalekreis in Sachsen-Anhalt.

## Lage
Die Gedenkanlage befindet sich an der Abzweigung der Straße Markt von der Friedensstraße südöstlich der Kirche St. Wenzel in Niedereichstädt gegenüber der Friedensstraße Nr. 18.

## Geschichte und Gestalt
Der Deutsch-Französische Krieg war der dritte der sogenannten Deutschen Einigungskriege und forderte trotz des Sieges der deutschen Seite zehntausende Tote. In vielen Dörfern des Saalekreises entstanden daraufhin Kriegerdenkmäler, etwa in Obhausen, Kleineichstädt oder auch Eisdorf, da dieser Krieg auch die Reichsgründung (Deutsches Reich) zur Folge hatte. Das Denkmal von Niedereichstädt, heute Teil von Langeneichstädt, steht auf einem Podest mit Stufen und besteht aus einem Sockel den eine Korinthische Säule bekrönt. Es erinnert auch an den 2. Einigungskrieg, der im Jahr 1866 stattfand und zumeist Deutscher Krieg genannt wird. Dieser Sieg Preußens und seiner Verbündeten über den Deutschen Bund war ebenfalls mit hohen Opferzahlen erkämpft worden.
An den Seiten des Sockels befinden sich Reliefs sowie nur noch schwer zu entziffernde Inschriften. An der Westseite wurde eine solche als neue Tafel über die alte Inschrift angebracht und auf dieser wird des Todes von Johann Friedrich Lautenschläger in der Schlacht bei Mars-la-Tour gedacht. Das Kriegerdenkmal steht unter Denkmalschutz und ist im Denkmalverzeichnis mit der Erfassungsnummer 094 16932 als Baudenkmal eingetragen.